# Club Universitario de Deportes Sub-18
El equipo Sub-18 del Club Universitario de Deportes es un equipo de fútbol juvenil perteneciente a la división de fútbol formativo del Club Universitario de Deportes, con sede en Lima, Perú. El equipo participa en el Torneo Juvenil Sub-18.
Fue creado formalmente en 2025 como parte de la reorganización de las divisiones menores impulsada por la Federación Peruana de Fútbol (FPF). Su sede de entrenamiento se encuentra en la Villa Deportiva - U, ubicada en el complejo Campo Mar - U, en Lurín.
El equipo representa el último peldaño del proceso formativo del club antes de la incorporación al equipo de reservas —que desde 2025 compite en la Liga 3— o al primer equipo profesional que milita en la Liga 1. El actual entrenador del conjunto Sub-18 es Piero Alva, bajo la dirección de la Unidad Técnica de Menores del club.

## Historia

### Antecedentes
El desarrollo del fútbol formativo en el Club Universitario de Deportes ha sido una parte fundamental en la historia de la institución desde sus primeras décadas, destacando por la promoción de talentos juveniles que han llegado a consolidarse en el primer equipo y en la selección nacional.
Hasta 2024, el sistema juvenil del club se articulaba principalmente a través de categorías menores y el equipo de reservas, que participaba en el Torneo de Promoción y Reserva, un campeonato mixto que integraba jugadores juveniles y profesionales con minutos limitados. Paralelamente, Universitario participó en competencias juveniles como el Torneo Centenario, impulsado por la Federación Peruana de Fútbol (FPF) entre 2016 y 2019, orientado al desarrollo de futbolistas sub-15, sub-17 y sub-20.
En el marco de la nueva reestructuración del sistema competitivo en Perú, la FPF anunció en 2025 la creación del Torneo Juvenil Sub-18, una competición oficial exclusiva para futbolistas nacidos entre 2007 y 2008, con el objetivo de fortalecer el tránsito formativo hacia el fútbol profesional. Como parte de esta reforma, el cuadro merengue estableció de forma oficial su equipo Sub-18, integrando a jugadores provenientes de sus divisiones menores y priorizando el desarrollo técnico, táctico y físico en esta etapa clave. Cabe destacar que este torneo otorga al campeón el derecho a participar de la Copa Libertadores Sub-20, máxima cita continental de fútbol de menores y cuyo título fue logrado por el club en su primera edición.
En su temporada inaugural, el equipo Sub-18 de Universitario fue inscrito en el Grupo A del campeonato, junto a otros clubes de la Liga 1. El torneo se disputa en formato Apertura y Clausura, con fases finales entre los mejores clasificados.
La categoría Sub-18 forma parte del modelo integral de formación de Universitario, junto al equipo de reservas —que desde ese mismo año participa en la Liga 3— y al primer equipo profesional. Este nuevo esquema busca consolidar una línea de progresión coherente entre divisiones juveniles y mayores, y ha sido implementado con apoyo del área técnica y de captación del club.

## Uniforme
- Uniforme titular: Camiseta crema con el borde del cuello granate, pantalón crema, medias negras con una línea horizontal crema.
- Uniforme alternativo: Camiseta granate con el cuello y el borde de las mangas rojo, pantalón negro, medias granates con una línea horizontal roja.

## Patrocinio
Indumentaria:
| Período       | Proveedor |
| ------------- | --------- |
| 2002-2017     |           |
| 2018-presente |           |

## Estadio

### Campo Mar - U
Es un complejo deportivo y la sede de playa del club, cuenta con un área de 520 000 m² y está ubicado en la Carretera Panamericana Sur, kilómetro 30,5 en el distrito de Lurín (Lima), a un kilómetro y medio de las Islas Pachacámac (conjunto conocido como Isla Ballena por la silueta del grupo de islas, que semeja una gigantesca ballena). Fue inaugurado el 26 de febrero de 1983 por el entonces presidente del club Miguel Pellny. 

### La Villa Deportiva de la U (VIDU)
Es el centro de entrenamiento de las diversas divisiones menores y también del equipo profesional particularmente en los períodos de pretemporada. Cuenta con un Centro de Alto Rendimiento para la concentración, gimnasio y campos deportivos para entrenamiento. Desde 2022, el equipo de reservas ejerció de local en este lugar, con una limitada capacidad de asistentes.

## Palmarés

### Torneos internacionales
| Competición                    | Títulos | Subcampeonatos |
| ------------------------------ | ------- | -------------- |
| Copa Libertadores Sub-20 (1/0) | 2011.   |                |